# Umowa partnerska
Umowa partnerska – Umowa partnerska (bądź umowa o partnerstwie) to dokument sporządzany przez dwa podmioty prawne, który uprawomocnia realizację ich wspólnego przedsięwzięcia, określa jego priorytety, sposób finansowania i warunki spełnienia tejże umowy. Umowa taka może być zawarta pomiędzy jednostkami spółki partnerskiej, prywatnymi i publicznymi podmiotami, miastami lub także między państwami. 
- umowa spółki partnerskiej
- umowa o partnerstwie publiczno-prywatnym
- umowa o partnerstwie komunalnym (umowy między miastami).